# Pepe Ortiz
Jose Ortiz Puga, dit Pepe Ortiz, né le 13 décembre 1902 à Guadalajara (Mexique, État de Jalisco), mort le 16 avril 1975 à Guanajuato (Mexique, État de Guanajuato), est un matador mexicain.

## Présentation et carrière
Rien ne prédisposait le garçon à la tauromachie. Dans sa jeunesse, il étudiait le chant et il faisait partie de la chorale religieuse de la cathédrale métropolitaine de Mexico. 
Il serait peut-être devenu prêtre si, en 1913, le séminaire où il étudiait n’avait été bombardé. À l’âge de vingt ans, il rencontre l’apoderado  Pepe del Rivero qui le trouve doué pour la tauromachie et qui lui fait faire ses premiers essais. Le 12 août 1923, Pepe Ortiz est déjà novillero. Il se présente à Santa-Clara, une petite ville de l’État de Mexico, où il fait une forte impression sur les chroniqueurs taurins qui le recommandent à Rodolfo Gaona, lequel le prend sous sa protection.
Le 2 novembre 1925, il prend l’alternative à Mexico, des mains de Chicuelo (Manuel Jiménez Moreno),  et il la confirme à Barcelone en Espagne, le 20 juin 1926, avec pour parrain Juan Belmonte. À partir de ce moment-là, il triomphe en Espagne et en France. 
Mais vers 1934, il a reçu tant de blessures qu’il décide d’abandonner le ruedo. Et il se tourne vers une carrière artistique. Il est acteur, chanteur, avec un succès honorable. Toutefois, il se retire assez vite du monde du spectacle et il achète une ganadería où il finira ses jours.
En 1955, il joue son propre rôle dans le film La Revanche de Pablito produit par Walt Disney Pictures.

## Le style
Torero artiste, assez atypique, il est resté longtemps ignoré des historiens au point que les nombreuses passes qu’il a inventées, ont été attribuées à d’autres. On lui doit notamment l’invention de la manoletina, et de l’orticina, une sorte de chicuelina qui s’exécute en marchant.